# Bridget A. Brink

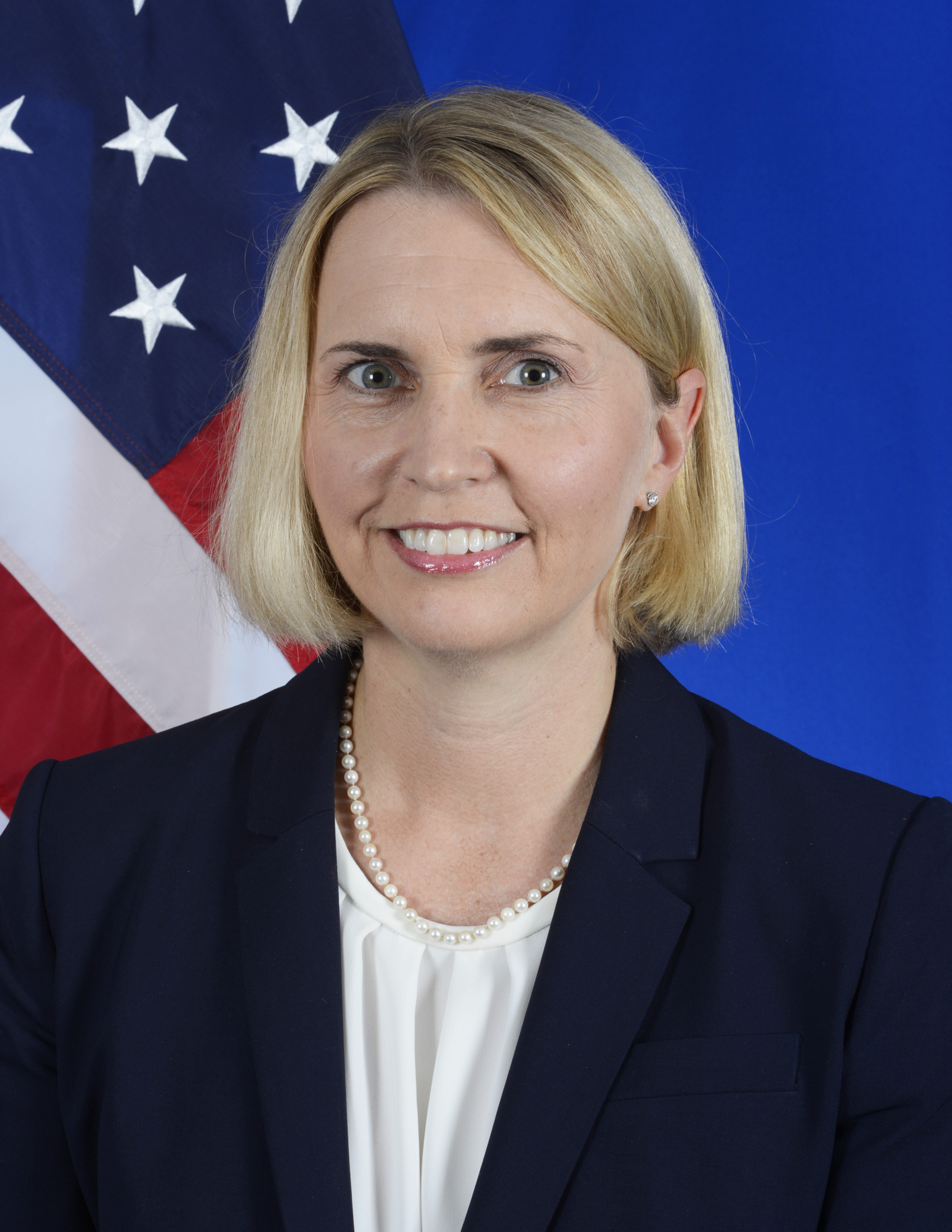
Bridget A. Brink (2019)

Bridget Ann Brink ist eine Diplomatin der Vereinigten Staaten. Sie war vom Mai 2022 bis zum April 2025 Botschafterin der Vereinigten Staaten in der Ukraine.

## Herkunft und Bildung
Brink stammt aus Michigan; sie ist eine Tochter von John und Gwen Brink. 1991 schloss sie ihr Grundstudium am Kenyon College mit einem Bachelor of Arts in Politikwissenschaft ab. Für ihr weiteres Studium ging sie an die London School of Economics, wo sie mit zwei Magister-Abschlüssen in Internationalen Beziehungen und Politischer Theorie graduierte.

## Berufsweg
Brink trat 1996 in den Auswärtigen Dienst der Vereinigten Staaten. Ihre erste Station war als Politikreferentin in der US-Botschaft in Belgrad von 1997 bis 1999. Von 1999 bis 2002 war sie Referentin (desk officer) für Zypern im US-Außenministerium. Danach wirkte sie als special assistant für Europa beim Under Secretary of State for Political Affairs bis 2004. Von 2005 bis 2008 war sie Botschaftsrätin und Abteilungsleiterin für Wirtschaft und Politik an der Botschaft in Tbilisi.
Zurück in Washington wurde sie Vizedirektorin für Angelegenheiten Südeuropas im Außenministerium. Unter Präsident Barack Obama wurde sie in den United States National Security Council abgeordnet, wo sie als Dezernentin die Region Ägäis und südlicher Kaukasus betreute. Hierbei koordinierte sie die US-Außenpolitik und Interessen in der Türkei, Griechenland, Zypern, Georgien, Aserbaidschan und Armenien. 2011 ging sie als Gesandte und stellvertretende Botschafterin (Deputy Chief of Mission/DCM) wiederum nach Tbilissi.
In gleicher Eigenschaft war sie von 2014 bis August 2015 an der US-Botschaft in Taschkent in Uzbekistan tätig, bevor sie eine Aufgabe als stellvertretende Staatssekretärin (deputy assistant secretary) in der Abteilung für Europäische und Eurasische Angelegenheiten im Außenministerium (Assistant Secretary of State for European and Eurasian Affairs) übernahm.

### Botschafterin in der Slowakei
Präsident Donald Trump nominierte Brink 2019 als Botschafterin in der Slowakei. Ihre Ernennung bedurfte der Zustimmung des Senats; ihre Anhörung vor dem Senate Foreign Relations Committee fand am 16. Mai 2019 statt. Der Ausschuss befürwortete ihre Nominierung und leitete sie am 22. Mai 2019 an den Senat weiter. Brink erhielt die Zustimmung des Senats am 23. Mai 2019.
Am 20. August 2019 trat sie ihr Amt mit der Übergabe ihres Beglaubigungsschreibens an Präsidentin Zuzana Čaputová an.

### Botschafterin in der Ukraine
Am 25. April 2022 nominierte Präsident Biden Brink als nächste Botschafterin in Kiew. Der Posten war seit der Abberufung von Marie L. Yovanovitch durch Präsident Trump im Juni 2019 durch Geschäftsträger verwaltet, zuletzt von Kristina Kvien. Am 18. Mai 2022 stimmte der Senat der Vereinigten Staaten der Personalie einstimmig zu.

## Persönliches
Brink spricht Russisch, Serbisch, Georgisch und Französisch.